# Chromis punctipinnis
Chromis punctipinnis es una especie de peces de la familia Pomacentridae en el orden de los Perciformes.

## Morfología
Los machos pueden llegar alcanzar los

## Hábitat
Es un pez de mar.

## Distribución geográfica
Se encuentra desde California (Estados Unidos) hasta la Península de Baja California (México).